# Nothing and Nowhere
Nothing and Nowhere es el primer álbum de estudio de la banda canadiense The Birthday Massacre lanzado el 23 de julio de 2002. Debido a su alta demanda, el álbum fue relanzado en el año 2005 con un diseño de portada nuevo. Los lanzamientos iniciales, debido a su escasez, se venden a precios elevados a coleccionista por medio de eBay. Las canciones "Happy Birthday", "Horror Show", "Video Kid" y "The Dream" fueron regrabadas y aparecen en el álbum Violet, solo en la edición en vinilo.
Una versión regrabada de "To Die For" apareció después en el álbum Walking with Strangers del año 2007.

## Lista de canciones
Lista de canciones
| N.º | Título             | Duración |  |
| 1.  | «Happy Birthday»   | 3:37     |  |
| 2.  | «Horror Show»      | 4:10     |  |
| 3.  | «Promise Me»       | 4:16     |  |
| 4.  | «Under the Stairs» | 4:30     |  |
| 5.  | «To Die For»       | 5:46     |  |
| 6.  | «Video Kid»        | 4:34     |  |
| 7.  | «Over»             | 4:02     |  |
| 8.  | «Broken»           | 3:56     |  |
| 9.  | «The Dream»        | 3:54     |  |

## Créditos
- Chibi - voz
- Rainbow - guitarra, programación
- Michael Falcore - guitarra
- J. Aslan - bajo
- O.E. - batería